# Thomas Zehetmair
Thomas Zehetmair ( nacido el 23 de noviembre de 1961 en Salzburgo) es un violinista y director de orquesta austriaco.

## Formación y comienzos
Zehetmair estudió en el Mozarteum de Salzburgo y tomó clases magistrales con Franz Samohyl, Max Rostal y Nathan Milstein. En 1977 debutó en el Festival de Salzburgo, en 1978, ganó el primer Premio en el Concurso Internacional Mozart del Mozarteum de Salzburgo y al año siguiente, hizo su debut en la Gran Sala del Musikverein de Viena

## Solista
Además de las obras del estilo clásico-romántico para violín, Zehetmair también se ha ocupado intensamente de las composiciones de Música Contemporánea. Sus estrenos incluyen los conciertos para violín de James Dillon, Carlos Veerhoff y Hans-Jürgen von Bose, así como uno dedicado a él, el Concierto para violín y orquesta de Heinz Holliger. Gran Reconocimiento también encontraron sus interpretaciones de las obras de la modernidad clásica, por ejemplo, del Concierto para violín y orquesta de Alban Berg, o el Concierto funebre de Karl Amadeus Hartmann. 
Thomas Zehetmair es invitado regularmente de las principales Orquestas de Europa y América y actúa bajo la dirección de Directores como Daniel Barenboim, Christoph von Dohnányi, Sir John Eliot Gardiner, Nikolaus Harnoncourt, Sir Charles Mackerras, Kent Nagano, Sir Simon Rattle, y Esa-Pekka Salonen.

## Director de orquesta
Desde hace más de veinte Años, Thomas Zehetmair también actúa como Director de Orquesta de la Camerata de Salzburgo, de la Hungarian National Orchestra, la Orquesta Filarmónica de Londres, la Sinfónica de Bamberg y de la Orquesta Sinfónica de Toronto, entre otras agrupaciones. Desde 2002, ha desempeñado el puesto de Director de la Northern Sinfonia en Inglaterra y de la St Paul Chamber Orchestra en los Estados Unidos. En el verano de 2011, Thomas Zehetmair hizo su debut como director de orquesta en el Festival de Salzburgo. Desde la Temporada 2012/2013, ha ocupado el puesto de Director de la Orquesta de cámara de París. Desde la Temporada 2016/2017 Zehetmair es el director de orquesta titular del Musikkollegium Winterthur.

## Músico de cámara
Como un activo músico de cámara Thomas Zehetmair trabaja con intérpretes como Alfred Brendel y Heinrich Schiff. En 1994 fundó su propio grupo, el Cuarteto Zehetmair, que ha consolidado una gran reputación. Entre sus actuaciones destacadas se incluyen un ciclo de conciertos en el Wigmore Hall (2007/2008), en el que interpretaron todos los cuartetos de cuerda de Schumann, el estreno del Cuarteto de cuerda n.º 2 de Heinz Holliger en la Philharmonie de Colonia (2008), así como un concierto en Nueva York con motivo de la celebración del centenario de Elliott Carter (abril de 2009). 
En ocasiones el artista también interpreta la viola, por ejemplo, en la grabación de la Märchenbilder de Robert Schumann, con el pianista Cyprien Katsaris.

## Premios y reconocimientos
- En 1997 recibió el premio Gramophone por la grabación de los Conciertos para violín de Karol Szymanowski con la Orquesta Sinfónica de la Ciudad de Birmingham dirigida por Sir Simon Rattle.
- En 2003 ganó el premio Gramophone al álbum del año con los Cuartetos de cuerda de Robert Schumann con el Cuarteto Zehetmair.
- En 2010 obtuvo el premio Gramophone por el Concierto para violín de Edward Elgar con la Orquesta Hallé de Mánchester dirigida por Mark Elder.
- En 2005 recibió la mención especial del premio alemán Schallplattenkritik por su actividad artística como solista, director de orquesta y músico de cámara.
- Ha recibido el Diapason d'Or de l'Année por la grabación del Concierto para violín de Bernd Alois Zimmermann con la Orquesta Sinfónica de la WDR de Colonia bajo la dirección de Heinz Holliger.
- En 2007 se le otorgó el título de doctor honoris causa de la Escuela superior de Música Franz Liszt en Weimar.

## Grabaciones como solista

### Berlin Classics - Edel Company
- Vivaldi Le quattro stagioni - La tempesta di Mare, la Camerata Bern, Berlin Classics – Edel Company, Ed BC 0011842, en 1996, la Camerata Bern, Thomas Zehetmair (Solista y Director de orquesta)
- Béla Bartók, conciertos para violín N.º 1 y 2, Berlin Classics – Edel Company, Ed BC 1134-2, 2010, Thomas Zehetmair (Violín) Budapest Festival Orchestra, Iván Fischer
- J. S. Bach, conciertos para violín BWV 1042, 1041, 1052, 1056, Berlin Classics – Edel Company BC 1114-2, 2008, Thomas Zehetmair (Violín), Solistas Bach de Ámsterdam

### ECM Records GmbH
- Noche Transfigurada, ECM Records-Verlag, Berlin: Universal Music (ECM New Series 1714), 1995/1999, Thomas Zehetmair (Violín, Director de orquesta), la Camerata Bern
- Karl Amadeus Hartmann / Bela Bartók, ECM Records-Verlag, Berlin: Universal Music (ECM New Series 1727), 2001, Cuarteto Zehetmair
- Heinz Holliger: Concierto para violín y orquesta, ECM Records-Verlag, Berlin: Universal Music (ECM New Series 1890), 2002, Thomas Zehetmair (Violín), Orquesta Sinfónica de la SWR, Heinz Holliger
- Robert Schumann, ECM Records-Verlag, Berlin: Universal Music (ECM New Series De 1793), 2003, Cuarteto Zehetmair
- Lauds and lamentations, Gräfelfing: ECM Records-Verlag, Berlin: Universal Music, 2003, (2 CD), Thomas Zehetmair (Violín), Ruth Killius (Viola), Thomas Demenga (Violonchelo)
- Eugène Ysaye: Sonates pour violon solo, Gräfelfing: ECM Records-Verlag, Berlin: Universal Music, 2004, Thomas Zehetmair (Violín)
- Bela Bartók / Paul Hindemith, ECM Records-Verlag, Berlin: Universal Music (ECM New Series 1874), De 2007, Cuarteto Zehetmair
- Bernd Alois Zimmerman: Canto Di Speranza, ECM Records-Verlag, Berlin: Universal Music (ECM 4766885), 2009, Thomas Zehetmair (Violín), Thomas Demenga (Violonchelo), Gerd Böckmann (Voz), Robert Hunger-Bühler (Voz), Andrés García (Bajo), Orquesta Sinfónica de la WDR de Colonia, Heinz Holliger
- Niccolo Paganini: 24 Caprichos para violín solo, ECM Records-Verlag, Berlin: Universal Music (ECM New Series 2124-4763318), Thomas Zehetmair (Violín)
- Manto and madrigals, Gräfelfing: ECM Records-Verlag, Berlin: Universal Music, P 2011, Thomas Zehetmair (Violín), Ruth Killius (Viola)

### EMI Classics
- Szymanowski, EMI Classics (EMI) 07243 5556072, 1996, Thomas Zehetmair (Violín), Silke Avenhaus (Piano), City of Birmingham Orchestra, Sir Simon Rattle
- Wolfgang Amadeus Mozart, conciertos para violín N.º 1-5, Sinfonía Concertante, Glossa (GCD 921108), 2009, Thomas Zehetmair (Violín), Ruth Killius (Viola), Orchestra of the Eighteenth Century, Director de orquesta: Frans Brüggen, Grabaciones en vivo, en Brasil y en los Países Bajos

### Hallé Concerts Society
- Edward Elgar, Concierto para violín y orquesta, 2010, Thomas Zehetmair (Violín), Hallé Orchestra Manchester, Sir Mark Elder

### Philips Classics
- Oboenkonzerte de Johann Sebastian Bach, Carl Philipp Emanuel Bach, Philips (Universal), En 1998, la Camerata Bern, Heinz Holliger (Oboe y Director de orquesta)
- Schubert Forellenquintett, Philips Universal (446 001-2), 1995, Thomas Zehetmair, Tabea Zimmermann (Violín), Richard Duven (Violonchelo) y Peter Riegelbauer (Contrabajo), Alfred Brendel (Piano)
- Ludwig van Beethoven, Concierto para violín y orquesta, Violinromanzen N.º 1 y 2, Philips Universal 02894 6212325, 2009, Thomas Zehetmair (Violín), Orchestra of the 18th Century, Frans Brüggen

### Teldec Classics/ Warner Classics
- Los conciertos para violín de Berg, Janáček y Hartmann, Teldec (Warner), 2292-46449-2, 1997, Thomas Zehetmair (Violín), Deutsche Kammerphilharmonie, Philharmonia Orchestra, Heinz Holliger
- Dvořák / Schumann, Violin concertos, Teldec (Warner), 2292-46328-2, 2000, Thomas Zehetmair (Violín), Philharmonia Orchestra de Londres, Eliahu Inbal
- Schönberg / Berg, Teldec (Warner), 2292-46019-2, Thomas Zehetmair (Violín), Oleg Maisenberg (Piano), Chamber Orchestra of Europe, Heinz Holliger
- Thomas Zehetmair – The Complete Teldec Recordings, Teldec (Warner), 2010 (1980-1993), Thomas Zehetmair (Violín) y otros
- Brahms Concierto para violín y orquesta, Teldec (Warner), 2007, Thomas Zehetmair (Violín), Orquesta de Cleveland, Christoph von Dohnányi
- Sibelius Violin Concerto, Eastwest (Warner), 9031 74784-2, 1991, Thomas Zehetmair (Violín), Gewandhausorchester Leipzig, Kurt Masur
- Joseph Haydn / Michael Haydn, conciertos para violín en do Mayor y si bemol Mayor, Teldec 6 42917 AZ, 1983, Franz Liszt-Orquesta de cámara, Thomas Zehetmair (Violín y Dirección)
- J. S. Bach, Sonatas & Partitas para Violín solo, Teldec (Warner), 63984 2103527, 2007, Thomas Zehetmair (Violín)
- Ludwig van Beethoven Violin Sonatas, Teldec (Warner), 9031-75856-2 ZS, 2000, Thomas Zehetmair (Violín), Malcolm Frager (Piano)
- L. v. Beethoven / W. A. Mozart / F. Schubert, Concierto para violín y orquesta, Romanze y Adagio, Teldec (Warner) 2292-46448-2, 1998, Thomas Zehetmair (Violín y Dirección), Deutsche Kammerphilharmonie, Philharmonia Orchestra
- Dúos para Violin y Viola, Teldec (Warner), 2292-44192-2, 1992, Thomas Zehetmair (Violín), Tabea Zimmermann (Viola)
- Paganini, 24 Caprichos, Erato (Warner) 9031-76259-2, 2008, Thomas Zehetmair (Violín)
- Schumann, Fantasía, op. 131, Teldec (Warner), 131 2292-44190-2, 2007, Thomas Zehetmair (Violín) Philharmonia Orchestra, Christoph Eschenbach
- Harnoncourt dirige Mozart, "Haffner"-Serenata KV 250, Teldec (Warner), 2292-43040-2, 1986, Thomas Zehetmair (Violín), Staatskapelle Dresden, Nikolaus Harnoncourt
- Mozart, The Violin Concertos, Teldec (Warner), 2292-46340-2, 2007, Philharmonia Orchestra de Londres, Thomas Zehetmair (Violín y Dirección)

## Grabaciones como director de orquesta

### AVIE Records
- Brahms: Concierto para Violín y Orquesta / Bruckner, Sinfonía n.º 4 en re menor, Avie Records, AV 2125, 2007, Northern Sinfonia, Thomas Zehetmair (Violín y Dirección)
- I. Stravinsky, Concierto para Violín y Orquesta en re Mayor / J. Sibelius Sinfonía N.º 3 y Sinfonía N.º 6, Avie Records, 2009, Northern Sinfonia, Thomas Zehetmair (Violín y Dirección)
- Franz Schubert Sinfonía N.º 6 / Hans Gal Sinfonía N.º 1: Kindred Spirits, Avie 2011, Thomas Zehetmair (Director de Orquesta), Northern Sinfonia
- Franz Schubert Sinfonía N.º 9 / Hans Gal Sinfonía N.º 9: Kindred Spirits, Aviem 2012, Thomas Zehetmair (Director de Orquesta), Northern Sinfonia

### NMC Recordings
- Unknown Britten, NMC Recordings, 2009, Sandrine Piau, Michael Collins, Rolf Hind, Northern Sinfonia, Thomas Zehetmair